# Slovenië op het Eurovisiesongfestival 2021
Slovenië nam deel aan het Eurovisiesongfestival 2021 in Rotterdam, Nederland. Het was de 26ste deelname van het land aan het Eurovisiesongfestival. RTVSLO was verantwoordelijk voor de Sloveense bijdrage voor de editie van 2021.

## Selectieprocedure
Nadat het Eurovisiesongfestival 2020 werd geannuleerd vanwege de COVID-19-pandemie, maakte de Sloveense openbare omroep reeds op 16 mei 2020 bekend dat het ook in 2021 met Ana Soklič zou deelnemen aan het Eurovisiesongfestival. Dit betekende dat pas voor de tweede maal in de geschiedenis de Sloveense act intern werd geselecteerd. Normaliter koos Slovenië zijn act via EMA. Het nummer waarmee Ana Soklič naar Rotterdam zou trekken, werd op 27 februari 2021 gepresenteerd aan het grote publiek. Het kreeg als titel Amen.

## In Rotterdam
Slovenië trad aan in de eerste halve finale, op dinsdag 18 mei 2021. Ana Soklič was als tweede van zestien acts aan de beurt, net na The Roop uit Litouwen en gevolgd door Manizja uit Rusland. Slovenië eindigde uiteindelijk op de dertiende plaats met 44 punten. Hiermee wist het land zich niet te plaatsen voor de finale.
1993 · 1994 · 1995 · 1996 · 1997 · 1998 · 1999 · 2000 · 2001 · 2002 · 2003 · 2004 · 2005 · 2006 · 2007 · 2008 · 2009 · 2010 · 2011 · 2012 · 2013 · 2014 · 2015 · 2016 · 2017 · 2018 · 2019 · 2020 · 2021 · 2022 · 2023 · 2024 · 2025
Albanië · Australië · Azerbeidzjan · België · Bulgarije · Cyprus · Denemarken · Duitsland · Estland · Finland · Frankrijk · Georgië · Griekenland · Ierland · IJsland · Israël · Italië · Kroatië · Letland · Litouwen · Malta · Moldavië · Nederland · Noord-Macedonië · Noorwegen · Oekraïne · Oostenrijk · Polen · Portugal · Roemenië · Rusland · San Marino · Servië · Slovenië · Spanje · Tsjechië · Verenigd Koninkrijk · Zweden · Zwitserland